# 中島健蔵
中島 健蔵（なかじま けんぞう、1903年（明治36年）2月21日 - 1979年（昭和54年）6月11日）は、日本のフランス文学者、文芸評論家。ヴァレリーやボードレールなどを翻訳紹介する一方、当時まだ無名だった宮澤賢治の作品に光を当て、戦後はいわゆる進歩的知識人の一人として反戦平和運動に貢献すると共に、日本文芸家協会の再建や著作権保護、日中の文化交流に尽力した。中国切手の世界的なコレクターとしても有名である。

## 来歴・人物
心理学者の中島泰蔵の長子（一人っ子）として東京市麹町区（現・東京都千代田区）に生まれた。父・泰蔵はハーヴァード大学でウィリアム・ジェイムズに教えを受け、帰国後は東京専門学校（後の早稲田大学）で講師を務めた。
1909年、東京高等師範学校附属小学校（現・筑波大学附属小学校）入学。同級に市原豊太、菊池正士、坪井忠二。少年時代は自然科学に惹かれていたが、1914年、父宛に贈られた親類前田夕暮（泰蔵の姪を妻に持つ）の第三歌集『生くる日に』を読んで感銘を受け、短歌を創作して夕暮に送るも黙殺された。また、豆本「アカギ叢書」でイプセンやシェンキェヴィッチを読む。
1915年、東京高等師範学校附属中学校（現・筑波大学附属中学校・高等学校）に入学する。附属中学の同級生には、下村三郎（元最高裁判所判事）、市原豊太（元獨協大学学長）、菊池正士（物理学者）、坪井忠二（東京大学名誉教授）などがいた。
旧制中学時代サッカーを始め、中島が入部をすすめた高山英華とともに全国優勝を経験。大学時代もア式蹴球部（サッカー部）に在籍した。旧制中学で後輩だった高山英華を大学進学後に部に誘ったのも中島であった。この頃、川田順や若山牧水、窪田空穂の短歌に心酔。小説家では国木田独歩、夏目漱石、森鷗外、有島武郎、芥川龍之介などに傾倒していった。
1919年、父を結核で亡くした。中島はこのころ、附属中の1年後輩である諸井三郎を中心とする音楽グループに接近することになる。詩人の菊池香一郎（こういちろう）の弟の菊池武彦の影響で仏文学に関心を持つ。1920年、東京高師附属中学校を卒業、1921年まで同校の補習科に通った。
第一高等学校理科甲類を二度受験して失敗し、1921年、旧制松本高等学校文科乙類入学。ドイツ語を第一外国語として学ぶクラスであることに飽き足らず、フランス人神父セスラン（Gustave Cesselin）のもとでフランス語の個人教授を受けた。
1925年、旧制松本高等学校文科乙類を卒業する。東京帝国大学文学部仏文科へ入学（無試験）。ボードレールを原語で読むことが中島の仏文進学の目的だった。同期の11人に今日出海、小林秀雄、淀野隆三、平岡昇、田辺貞之助、三好達治など。当時助教授だった辰野隆に師事する。
1928年、東京帝大を卒業。副手として研究室に残った。英文科教授の市河三喜からフランス語の動詞の変化に関して質問を受けたが即答できなかったために侮りを受け、以来、市河とは犬猿の仲となったとされる。中島の講師嘱託の採否を判断する教授会では、市河のみが反対票を投じている。
1933年秋、助手に昇格。中島はこのころから評論の執筆を始め、「作品」「文学界」の同人となった。1934年、辰野隆や鈴木信太郎の世話で臨時講師となる。「教授になれると思うなよ」と初めから念を押されていたが、その代わり学外では好き勝手にやらせてもらうことを約束させ、学内でも大学の予算でフランスの稀覯書を購入して自分のコレクションに加えるなどの自由を満喫した。
1935年1月24日、東大仏文の研究室にて太宰治と檀一雄の訪問を受ける（紹介者は井伏鱒二）。そのころ太宰は仏文在学5年目にして取得単位ゼロ、檀は経済学部在学3年目にして取得単位7。二人の目的は、卒業試験を受けるのに必要な単位を泣き落としで手に入れることにあったが、中島に用件を切り出せぬまま酒場で酒を振舞われているうちに卒業などどうでもよくなったという（檀一雄『小説太宰治』および中島健蔵『回想の文学』第2巻『物情騒然の巻』pp.110-113による）。
1942年、陸軍に徴用されたためマライ派遣軍の一員として出征、年末に帰国した。
1945年、日本文芸家協会を再建し、理事に就任（～1974年）。
1946年、日本著作家組合創設。書記長となった。同年、野上彰の「火の会」に参加する。第二次世界大戦に協力した文化人の指弾にあたった。1948年、福田陸太郎、太田三郎とともに日本比較文学会を結成、初代会長となる。

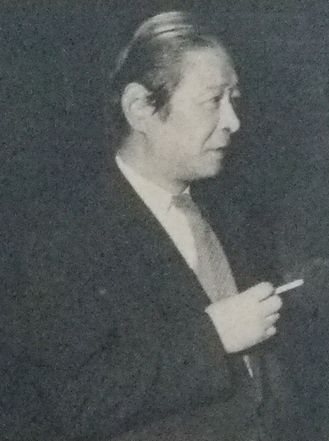
1951年のユーディ・メニューイン訪日公演時

1951年から1952年にかけて、伊藤整のチャタレー裁判で特別弁護人として出廷し、言論の自由を擁護する。
1954年、著作権保護への貢献によって菊池寛賞受賞1955年、新日本文学会幹事会議長（～1961年）。1956年、日中文化交流協会に参加（のち、理事長となり、文化大革命についても肯定的な発言を行った）。1959年、安保批判の会に参加する。
1960年、東大仏文大学院講師となる。1962年、東大を辞職した。
1978年、『新聞収録大正史』（大正出版）を監修。
1979年6月11日、東京都中野区で肺癌により死去した。墓所は世田谷区豪徳寺。
中島はクラシック音楽にも造詣が深く、1982年から2009年まで中島健蔵音楽賞が贈られていた。

## 切手コレクターとして
切手コレクターとしては、清朝国家郵政初期から中華人民共和国建国まで幅広く中国切手全般を収集し、日本関連においても明治中期の消印である「丸一型印」の研究の先駆けを努める。1966年からは日本郵趣協会の会長を歴任し、郵趣の普及と発展に貢献した。中島のその功績をたたえ、中島健蔵賞（現・中島健蔵・水原明窗賞）が創設された。

## 中河与一ブラックリスト事件
戦時中、作家の中河与一が、左翼的な文学者の「ブラックリスト」を警察に提出したという噂が戦後流れた。これも一因となって中河は文壇からパージされたと言われる。しかしこれは平野謙によるデマで、自身の戦争協力を隠蔽するための工作だったと言われ、中島もこれに加担していた疑いが濃い。戦後の、戦争責任追及行為は、中島の戦争協力を隠すためだったとする見方が今では有力である（森下節『ひとりぽっちの闘い－中河与一の光と影』）

## 出演番組
- 時事解説（NHKテレビ）
- 音楽クラブ「音楽時評」（NHKラジオ第2）
- 芸術展望（NHK-FM）

## 著作
- 『懐疑と象徴』作品社 1934
- 『現代文芸論』白水社 1936
- 『現代作家論』河出書房 1941
- 『文芸学試論』河出書房 1942
- 『文芸と共に』青木書店 1942
- 『青年の文化』三省堂 1942
- 『緑のマライ 少国民南方読本』同光社 1944
- 『戦後の五十一断章』浅間書房 1948
- 『ロマンチックについて』高桐書院 1948
- 『意識の解放』世界書房 1948
- 『フランス文学入門』弘文堂 1949
- 『アンドレ・ジード』表現社 1949
- 『文学のはなし』三省堂 1950
- 『近代文学十二講』ナウカ社 1950
- 『アサヒ相談室 読書』朝日新聞社 1952
- 『小説の秘密 創作対談』中央公論社 1956
- 『昭和時代』岩波新書 1957。度々復刊
- 『点描・新しい中国 北京、天津、広州』六興出版部 1958
- 『自画像』（全5巻）筑摩書房 1966-71
- 『現代文化論』東風社 1966
- 『後衛の思想 フランス文学者と中国』朝日新聞社・朝日選書 1974
- 『音楽とわたくし 証言・現代音楽の歩み』講談社 1974、講談社文庫 1978。Kindle版あり
- 『回想の文学』（全5巻）平凡社 1977。第30回野間文芸賞受賞
- 『回想の戦後文学 敗戦から六〇年安保まで』平凡社 1979

### 共編著
- 『世界文学事典』太田三郎共編 河出文庫 1955
- 『現代作家論叢書』全7巻、編者代表 英宝社 1955
- 『戦後十年日本文学の歩み』中野重治共編 青木書店 1956
- 『未来は始まっている サイバネティックスの解明』林髞共編 河出書房 1956
- 『徳目についての41章』国分一太郎共編 明治図書出版 1958
- 『文部省道徳指導要領謹解』国分一太郎共編 明治図書出版 1959
- 『文学者のみた現代の中国写真集』木村伊兵衛共編 毎日新聞社 1960
- 『一人の生命は全地球よりも重し』坂西志保・笠信太郎共著 南窓社 1967
- 『比較文学講座』全4巻 太田三郎・福田陸太郎共編 清水弘文堂書房 1971-74
- 『世界の名画 14 カンディンスキーと表現主義』野村太郎・高階秀爾共著 中央公論社 1973
- 『その人その頃 現代文学者の群像』巖谷大四連著 丸ノ内出版 1973

### 翻訳
- ポオル・ヴァレリイ『ヴァリエテ』佐藤正彰共訳 白水社 1932
- 『ボオドレエル芸術論集』佐藤正彰共訳 芝書店 1934
- 『スタンダアル選集 第1巻 ラミエル』竹村書房 1936
- ボオドレエル『青年文学者への忠言・玩具の談議』佐藤正彰共訳 山本書店 1936
- 『世界短篇傑作全集 第2巻 仏蘭西短篇集』豊島与志雄共訳編 河出書房 1936
- アンドレ・ジード『オスカー・ワイルド 附:シャルル・フィリップの死』弘文堂 1941 のち新潮社「全集」
- ボードレール『芸術論』佐藤正彰共訳 角川文庫 1953、復刊1989